# Палмер, Уильям, 2-й граф Селборн
Уильям Уолдегрейв Палмер, 2-й граф Селборн (англ. William Palmer, 2nd Earl of Selborne; 17 октября 1859 — 26 февраля 1942) — британский дипломат и государственный деятель; первый лорд Адмиралтейства, член Тайного совета Великобритании.

## Биография
Уильям Уолдегрейв Палмер родился 17 октября 1859 года в Лондоне; единственный сын Роунделла Палмера, 1-го графа Селборн.
Получил образование в Университетском Оксфордском и Винчестерском колледжах.
С 1885 года стал членом палаты общин.

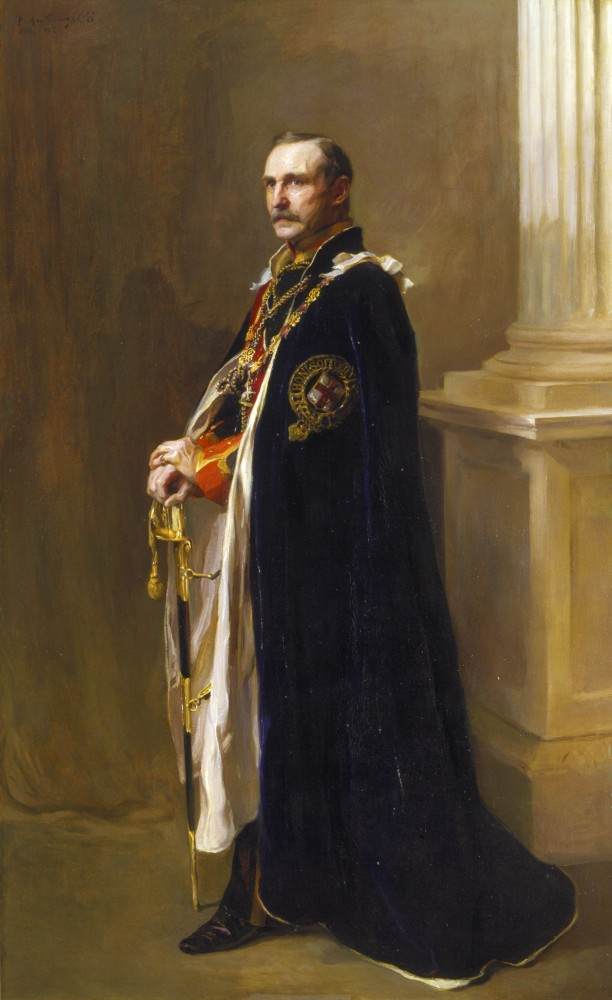
2-й граф Селборн
(художник Филип де Ласло)

В 1895 году, после смерти отца унаследовал его титул и, став 2-м графом Сельборн, не пожелал оставить место в палате общин, чем спровоцировал прения по вопросу о праве пэров оставаться коммонерами, окончившиеся не в пользу Сельборна.
С 1895 года он также состоял товарищем (заместителем) министра колоний Джозефа Чемберлена. Несколько раз он, наравне с некоторыми другими членами в кабинете Салисбери, вызывал нарекания из-за совмещения видной правительственной должности с должностью директора акционерного общества.
Помимо этого, с 1895 по 1900 год граф Сельборн занимал должность младшего секретаря колоний.
С 1900 по 1905 год являлся первым лордом Адмиралтейства.
Уильям Уолдегрейв Палмер, 2-й граф Селборн умер 26 февраля 1942 года в родном городе.
Был женат на Мод Палмер (1858—1950); их старший сын Роунделл Сесил Палмер (1887—1971) унаследовал титул «Граф Селборн».

## Награды
Кавалер ордена Подвязки и Большого креста ордена Святых Михаила и Георгия.